# БА-10
БА-10 је био оклопни аутомобил произведен у СССР. Изграђен је на основној шасији камиона ГАЗ-ААА, која је била ојачана због додатне тежине, и појавио се 1932. Упркос тежини, БА-10 се показао добро по лошем терену Совјетског Савеза, а његов топ (37 mm, касније 45 mm) је био истог калибра као и код већине тенкова тог времена.
Почетком операције Барбароса, Нијемци заробљавају велики број БА-10 возила и користе их против партизана у СССР, Југославији и Грчкој. У тој улози се показао врло добро. Примјерци оклопног аутомобила БА-10 који су остали у совјетским рукама се од 1942. користе као оклопни транспортери, без куполе са топом.